# Wakulla County
Wakulla County är ett administrativt område i delstaten Florida, USA, med 22 863 invånare. Den administrativa huvudorten (county seat) är Crawfordville. 

## Geografi
Enligt United States Census Bureau har countyt en total area på 1 906 km². 1 813 km² av den arean är land och 93 km² är vatten.

### Angränsande countyn
- Leon County, Florida - nord
- Liberty County, Florida - väst
- Franklin County, Florida - sydväst
- Jefferson County, Florida - öst